# Штубеју (Прахова)
Штубеју (рум. Ștubeiu) насеље је у Румунији у округу Прахова у општини Теишани. Oпштина се налази на надморској висини од 477 m.

## Становништво
Према подацима из 2002. године у насељу је живело 573 становника, од којих су сви румунске националности.